# Tajemství oázy
Tajemství oázy (v anglickém originále Oasis) je epizoda seriálu Star Trek: Enterprise. Jde o dvacátý díl první řady pátého seriálu ze světa Star Treku.

## Děj
Vyšší důstojníci večeří na Enterprise s obchodníkem D'Marrou. Strojovně chybí některé materiály k opravě, především duritanium a dilithium, a kapitán Archer by byl ochotný za informace vedoucí k jejich zdrojům ochoten leccos nabídnout. D'Marra o žádném neví, ale odkáže je na havarované plavidlo, ze kterého by Enterprise mohla něco málo získat. D'Marra by plavidlo rozebral sám, ale ve vraku údajně straší.
Po příletu k planetě posádka skutečně objeví poškozenou loď plnou vzácných materiálů. I přes nejasný důvod ztroskotání a obavy z narušení pietního místa kapitán vyšle na povrch výsadek. Vrak je opuštěný a bez energie, ale datové banky jsou v pořádku, takže je Travis vezme na Enterprise k bližšímu prozkoumání. T'Pol a Trip při hledání zaznamenají pohyb a poté objeví přepážku, za kterou se nachází funkční hydroponika. Enterprise ji nemohla zachytit, protože ji skrývalo tlumící pole. Vzápětí je zadrží skupina Kantareanů skrývající se ve vedlejší místnosti.
Podle trosečníků jde o zásobovací loď, která se před třemi lety vracela z kolonie Kotara Barath na domovskou planetu Kantare a byla napadena. Po nouzovém přistání se neodvážili vyslat nouzový signál a vrak si zařídili dle svých potřeb. Archer jim nabídne odvoz a když ho Kantareané odmítnou, alespoň pomoc při opravách. Při nich se Trip sblíží s Lianou, kterou i přes nesouhlas ostatních Kantareanů vezme na Enterprise. Mezitím T'Pol zjistí, že loď havarovala již před 22 lety a ne vinou cizího útoku. Navíc posádka Enterprise na oběžné dráze okolo planety nalezne množství únikových modulů s ostatky mrtvých kolonistů uvnitř. T'Pol je krátce po svém objevu kolonisty zadržena, když phaserový paprsek projde skrze jejich těla bez toho, aby jim způsobil zranění.
Liana Tripovi vysvětlí, že téměř všichni kolonisté jsou hologramy a pomůže mu je deaktivovat. Její otec jim poté prozradí, že loď před mnoha lety zastihla plazmová bouře. Místo toho, aby pomohl strojovně odvrátit nebezpečí, raději zachránil život dceři Lianě, což v konečném důsledku vedlo ke smrti všech ostatních členů posádky. Jako schopný inženýr je poté na planetě oživil ve formě hologramů. Po Tripově a Archerově naléhání nakonec souhlasí s opravami lodi, aby se s dcerou mohli vrátit zpátky domů.